# Call Me a Mack
Singles de Usher
Can U Get Wit It
(1994)
Call Me a Mack est le premier single du chanteur de R'n'B, Usher, pour la bande originale du film Poetic Justice. Call Me a Mack a été réalisé en 1993 pour Epic Records et a été produit par Tim Thomas et Teddy Bishop. La chanson a atteint le  N° 56 sur le Billboard Hot R & B / Hip-Hop Songs.

## Liste des titres

### Côté-A
1. Call Me a Mack.

### Côté-B
1. Call Me a Mack (autre version).
Sur le Vinyles américain
1. "Call Me a Mack" [Vincent's 48Hr Mix] - 6:20.
2. "Call Me a Mack" [Xtra Bit] - 4:03.
3. "Call Me a Mack" [Version de l'album] - 4:03.
4. "Call Me a Mack" [Crazycool Mix] - 5:32.
5. "Call Me a Mack" [version : Mode percusion] - 4:39.